# Дік Франс Свааб
Дік Франс Свааб (нід. Dick Frans Swaab)  (нар. 17 грудня 1944, Амстердам, Нідерланди) — нідерландський нейробіолог, фахівець у галузі досліджень головного мозку, професор Амстердамського університету, директор (1978—2005) Нідерландського інституту головного мозку (Nederlands Instituut voor Hersenonderzoek) при Нідерландській королівській академії наук (нід. Koninklijke Nederlandse Akademie van Wetenschappen), письменник-публіцист.

## З біографії
Дік Свааб здобув середню спеціальну освіту, закінчивши Амстердамський ліцей (Amsterdams Lyceum) 1963 року. 1968 року він захистив в Амстердамському університеті дисертацію доктора медицини, а 1970 року отримав ступінь Ph.D.
З 1978 до 2005 року працював директором Нідерландського інституту головного мозку (Nederlands Instituut voor Hersenonderzoek) при Нідерландській королівській академії наук (Koninklijke Nederlandse Akademie van Wetenschappen). З 1979 року обіймає посаду професора нейробіології Амстердамського університету. 1985 року Дік Свааб заснував Нідерландський банк мозку (NHB), що входить в структуру Нідерландського інституту неврології. Центр насамперед займається дослідженнями хвороб головного мозку.

## Основні напрямки досліджень
Дік Свааб відомий насамперед дослідженнями в галузі анатомії та фізіології головного мозку. Зокрема, вивченням проблем впливу різних гормональних та біохімічних факторів утроби матері на розвиток мозку плоду.
Іншою сферою зацікавлень Діка Свааб є дослідження впливу статевого диморфізму на анатомію головного мозку. Відомі також його праці про гомосексуальність. Один з висновків, до яких він прийшов, займаючись цією темою: гомосексуальність — прояв біологічної особливості організму, яка визначається генетичними або іншими вродженими чинниками. Наразі його діяльність пов'язана з вивченням хвороби Альцгеймера.
Одним з результатів багаторічної наукової діяльності Д. Свааба є його твердження, що психічна сутність людини повністю визначається фізичними та хімічними процесами головного мозку. Тобто, справедливо вважати, що мозок, це і є людина.
Дік Свааб відомий також своїми антирелігійними поглядами. Він послідовно відстоює неможливість існування явищ типу «Душа» або «Святий Дух», що неодноразово викликало негативну реакцію різних релігійних груп.

## Наукові досягнення та нагороди
Дік Свааб має численні наукові премії. Вже 14 його учнів стали повними професорами. Він є редактором ряду журналів з дослідження головного мозку та автором численних публікацій. H-індекс Діка Свааба на кінець 2013 року дорівнює 70.
1998 року Дік Свааб за свої наукові досягнення був нагороджений королевою Нідерландів Беатрікс орденом Нідерландського лева.
2011 року науково-популярна книга Діка Свааба «Ми — це наш мозок. Від матки до Альцгаймера» стала бестселером Нідерландів, посівши четверте місце в списку.

## Вибрані публікації
- Dick Swaab, Ons creatieve brein, 2016. ISBN 9789045030579
- Dick Swaab, We are our Brains: From the Womb to Alzheimer's, 2014. ISBN 978-0812992960
- Dick Swaab, Wij Zijn Ons Brein: Van Baarmoeder Tot Alzheimer, Publishing Centre, 2010. ISBN 9789025435226
- Dick Swaab, The Human Hypothalamus. Basic and Clinical Aspects. Part I: Nuclei of the Hypothalamus; Part II: Neuropathology of the Hypothalamus and Adjacent Brain Structures. Handbook of Clinical Neurology, Elsevier, Amsterdam, approx. 1000 pp, 2003/2004.

## Переклади українською
- Дік Франс Свааб. Ми — це наш мозок. Пер. Олександра Коцюба. — Харків: Клуб сімейного дозвілля, 2016—496 с.[11]
- Дік Франс Свааб. Наш творчий мозок. Перекладач: С. В. Зубченко. — Харків: Клуб сімейного дозвілля, 2019—468 с.[12]

## Деякі висловлювання
- На мій погляд, запроваджувати заборону на «пропаганду гомосексуальності» — це приблизно те саме, що забороняти пропаганду карих очей або високого зросту[13].
- Більшість психопатів — не у в'язниці, а в топ-менеджменті міжнародних корпорацій та банків; серед політиків. Вони ніколи не відчувають провини, легко руйнують, легко крадуть. Вони винні у світовій фінансовій кризі. Такі люди бувають корисні для реорганізації якихось компаній, коли потрібно бути безжальним, але їм не можна довго залишатися при владі[14].